# Acropora pagoensis
Acropora pagoensis е вид корал от семейство Acroporidae.

## Разпространение
Видът е разпространен в Австралия, Американска Самоа, Виетнам, Индонезия, Камбоджа, Малайзия, Провинции в КНР, Самоа, Сингапур, Тайван, Тайланд, Филипини и Япония.

## Описание
Популацията на вида е намаляваща.